# Elena del Montenegro
Elena del Montenegro, nata Jelena Petrović-Njegoš (in cirillico: Јелена Петровић Његош), principessa del Montenegro (Cettigne, 8 gennaio 1873 – Montpellier, 28 novembre 1952), fu moglie di re Vittorio Emanuele III di Savoia e Regina consorte d'Italia fino al 9 maggio 1946, giorno dell'abdicazione al trono del marito. È dal 2001 Serva di Dio per la Chiesa Cattolica.

## Biografia

### Infanzia e giovinezza

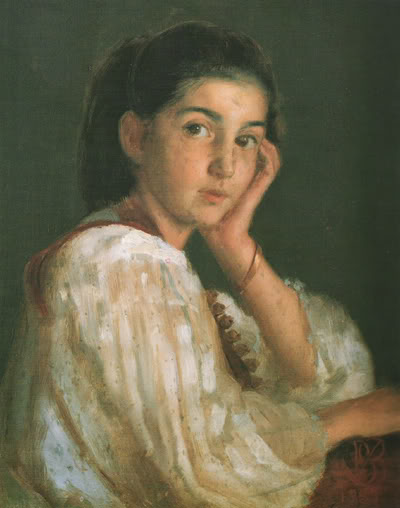
Elena ritratta in giovane età

Elena nacque a Cettigne, all'epoca capitale del Principato del Montenegro.
Figlia del futuro re del Montenegro Nicola I (Nikola Mirkov Petrović Njegoš), fu educata ai valori e all'unione della famiglia; la conversazione a tavola si svolgeva in francese e si discuteva con eguale disinvoltura di politica e di poesia; le abitudini e le relazioni nella famiglia Petrović-Njegoš erano accurate ma non soffocavano la spontaneità dei caratteri e delle personalità.
Elena crebbe schiva e riservata, ma anche piuttosto caparbia: molti ricordavano che era ben difficile farle cambiare idea. Molto attaccata alle tradizioni, di animo sensibile e mente vivace e curiosa, era dotata di un forte amore per la natura: il suo fiore preferito era il ciclamino. Studiò nel collegio Smol'nyj di San Pietroburgo, frequentò la casa reale russa e collaborò con la rivista letteraria russa Nedelja pubblicando poesie. Era una donna dal fisico a dir poco imponente: era alta circa 180 cm, per un peso di 75 kg. Già in tenera età, era parecchio corpulenta rispetto ai coetanei, con un fisico longilineo ma allo stesso tempo massiccio. Per questo era soprannominata in Italia "la gigantessa slava".

### Fidanzamento

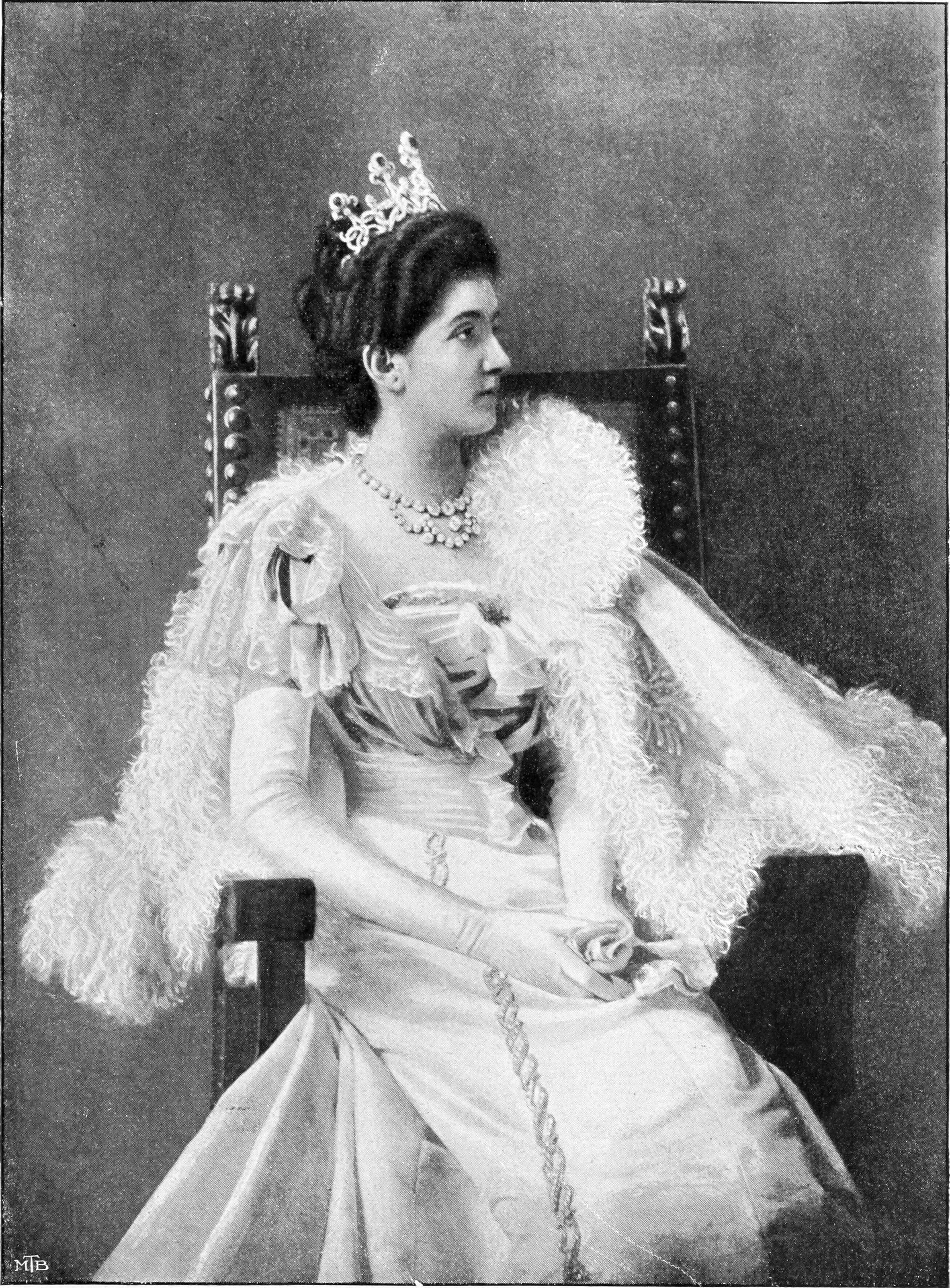
Principessa Elena del Montenegro 1897.

In Italia, nel frattempo, la regina Margherita si preoccupava per le sorti dell'unico figlio e futuro re; in accordo con Francesco Crispi, di origini albanesi e desideroso di una maggiore influenza dell'Italia nei Balcani, combinarono l'incontro tra i due giovani, che avvenne al teatro La Fenice di Venezia in occasione dell'Esposizione Internazionale d'Arte.
La scelta può essere vista come il tentativo di arginare gli effetti delle nozze fra consanguinei che affliggevano grande parte della nobiltà europea dell'epoca, favorendo il diffondersi di difetti genetici e di malattie come l'emofilia. Vittorio Emanuele III, figlio di cugini primi, non avrebbe potuto generare un erede sano con una sposa troppo vicina a lui per albero genealogico. Grazie al matrimonio con Elena, invece, ebbe come erede Umberto II, niente affatto simile al padre per quanto riguardava statura (il padre: 153 cm) e salute.

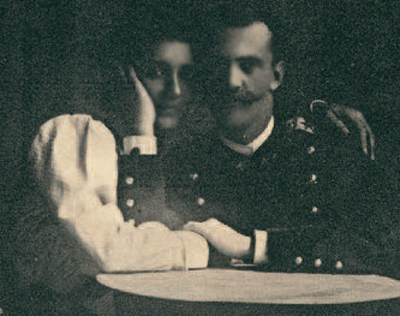
Vittorio Emanuele III di Savoia ed Elena di Montenegro

Dopo un altro incontro in Russia, in occasione dell'incoronazione dello Zar Nicola II, Vittorio Emanuele formulò la richiesta ufficiale al padre di Elena, Nicola I. Il fidanzamento venne ufficializzato nel 1896. 
Essendo di religione ortodossa, Elena, per motivi di opportunità politica e per assecondare la regina Margherita, madre di Vittorio Emanuele, lasciò il Montenegro e il 21 ottobre 1896 con Vittorio Emanuele sbarcarono a Bari, dove nella basilica di S. Nicola, prima del matrimonio, abiurò il credo ortodosso e si convertì alla fede cattolica, anche se il padre Nicola di Montenegro avrebbe preferito che la conversione fosse proclamata dopo il matrimonio.

### Matrimonio

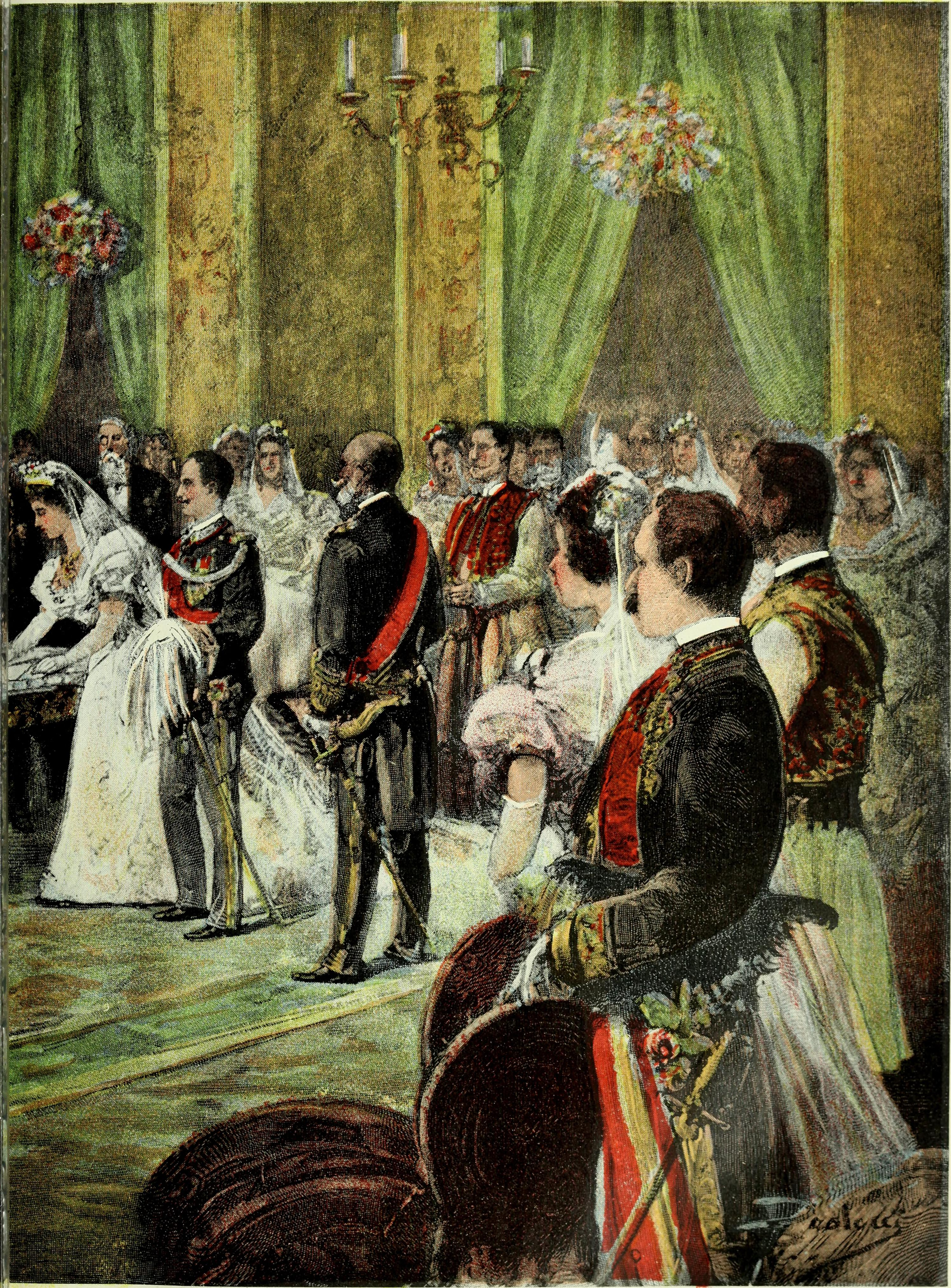
Il matrimonio di Vittorio Emanuele ed Elena del Montenegro in un'illustrazione del giornale La Mujer

Il matrimonio fu celebrato il 24 ottobre 1896: la cerimonia civile si tenne al Quirinale, quella religiosa nella Basilica romana Santa Maria degli Angeli alla quale la madre di Elena non partecipò perché ortodossa osservante. Elena indossava in capo un velo intessuto di fili d'argento che disegnavano migliaia di margherite. Il corteo era composto da sei berline di gran gala, alcune tirate da sei cavalli bai, precedute da corazzieri. A seguito della sconfitta di Adua, non furono nozze sfarzose e non c'erano reali stranieri tra gli invitati.

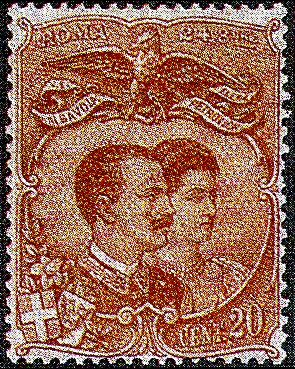
Nozze di Vittorio Emanuele III

Per l'evento fu ideato un francobollo speciale, noto come Nozze di Vittorio Emanuele III, che però non fu mai emesso, a parte rare copie circolate sotto forma di saggio. Tuttavia esistono numerose medaglie-ricordo con i busti della coppia di sposi.
In viaggio di nozze gli sposi si recarono con il panfilo Jela (Elena in lingua montenegrina) sull'isola di Montecristo dove vissero il loro amore semplicemente, evitando gli appuntamenti mondani. Elena assecondò il marito in tutto. La sua presenza accanto al sovrano si mantenne sempre umile e discreta, non fu mai coinvolta in questioni strettamente politiche, ma dedita e attenta ai bisogni del suo popolo adottivo. Predisposta particolarmente per lo studio delle lingue straniere, fece da traduttrice al marito per il russo, il serbo e il greco moderno, tenendogli in ordine l'emeroteca dei giornali stranieri.
Dal matrimonio con Vittorio Emanuele III ebbe quattro figlie, Iolanda (1901-1986), Mafalda (1902-1944), Giovanna (1907-2000) e Francesca (1914-2001), e un figlio, Umberto (1904-1983), che fu l'ultimo re d'Italia.

### Attività e interessi

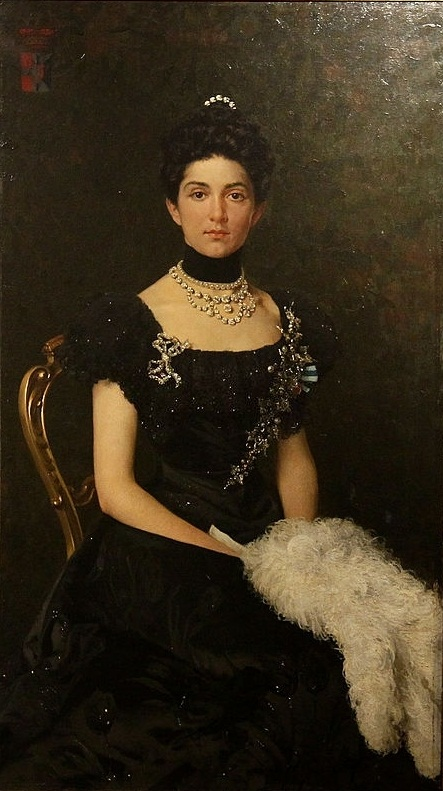
Ritratto della Regina d'Italia, Elena del Montenegro, 1900

Nel 1903 la sua passione per l'arte la portò a fare pressioni affinché fosse ideata una nuova serie di francobolli utilizzando come bozzettista il pittore Francesco Paolo Michetti a cui diede precise indicazioni grafiche. Dai bozzetti fu poi ricavato il francobollo noto come Michetti a destra in quanto illustrava l'effigie di Vittorio Emanuele III rivolta a destra.
Il 28 dicembre 1908 Reggio Calabria e Messina furono colpite da un disastroso terremoto e maremoto. La regina Elena si dedicò subito ai soccorsi, come mostrano fotografie dell'epoca; ciò contribuì ad aumentare la sua popolarità.

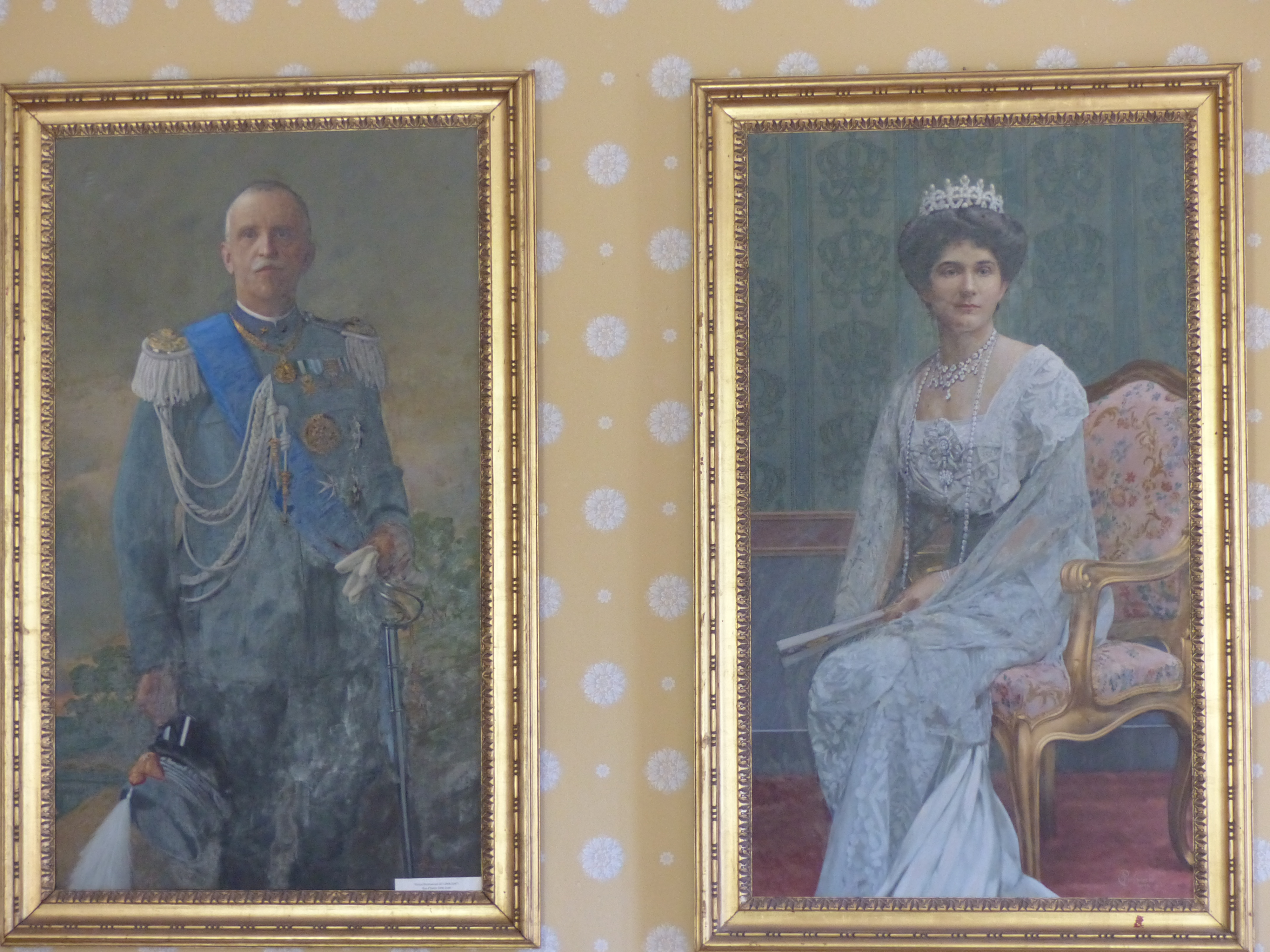
Ritratti di Vittorio Emanuele III ed Elena del Montenegro nell'Abbazia di Altacomba

Studiò medicina e ne ebbe la laurea honoris causa; finanziò opere benefiche a favore degli encefalitici, per madri povere, per i tubercolotici, per gli ex combattenti ecc. Il 15 aprile 1937, papa Pio XI le conferì la Rosa d'oro della Cristianità, la più importante onorificenza possibile a quei tempi per una donna da parte della Chiesa cattolica; nel messaggio di condoglianze inviato al figlio Umberto II per la morte di Elena, Pio XII la definì "Signora della carità benefica".
L'impegno contro le malattie era un dovere che sentiva profondamente, promosse infatti negli anni iniziative per la formazione e l'aggiornamento professionale dei medici e degli operatori sanitari, per la ricerca contro la poliomielite, per la malattia di Parkinson e soprattutto contro il cancro sostenendo la fondazione del primo Istituto in Italia e in Europa per la ricerca e la cura del cancro 
Roma. Fondato e da lei inaugurato nel 1933 fu a lei intitolato, ancora vivente, nel 1938.

### Regina d'Italia

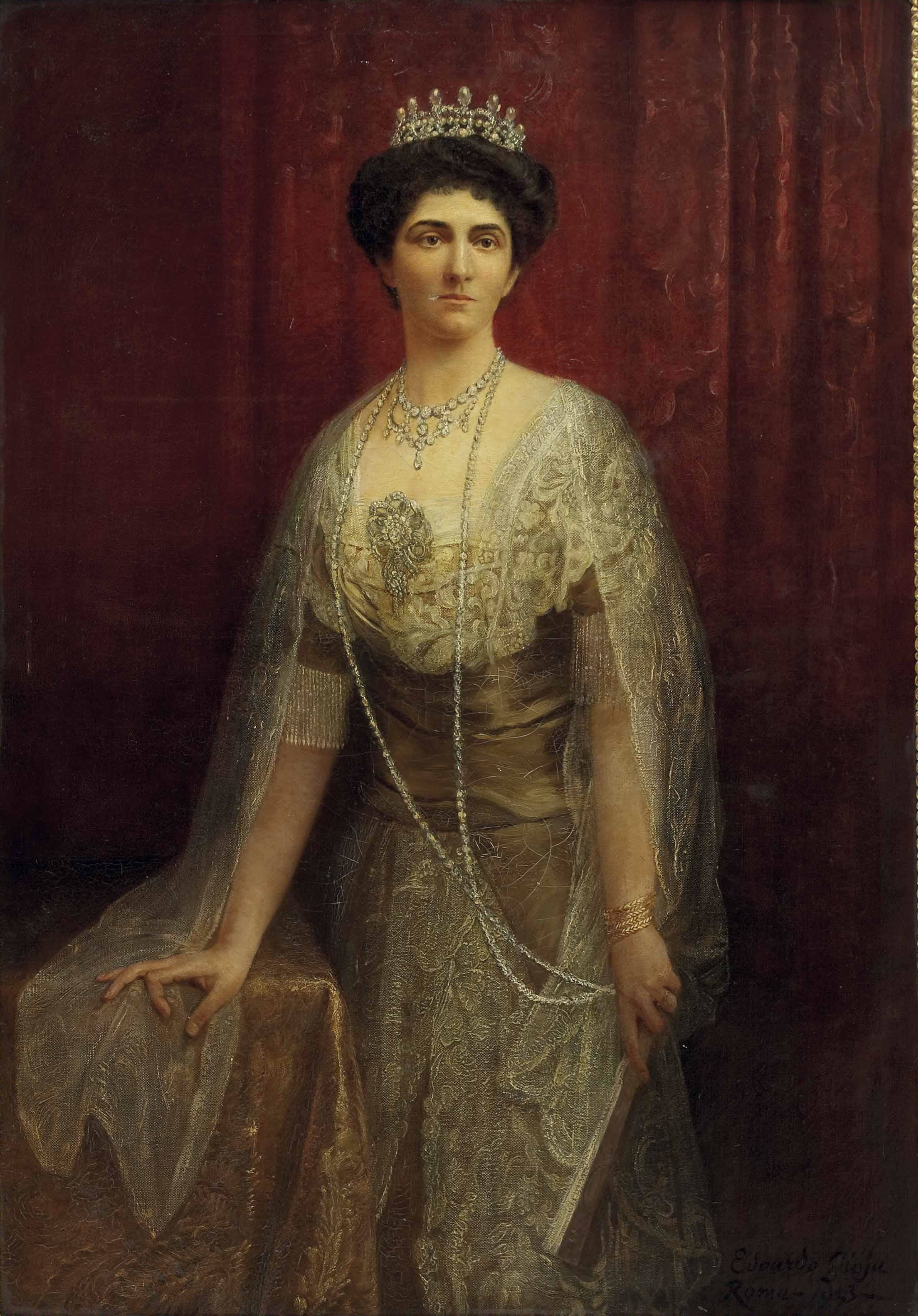
La regina Elena ritratta da Edoardo Gioja

La regina Elena, nel corso del suo regno, visse entrambe le guerre mondiali: l'11 agosto 1900, infatti, in seguito all'assassinio del padre, Vittorio Emanuele dovette improvvisamente salire al trono. Elena assunse tutti i titoli del marito Vittorio Emanuele III: Regina d'Italia e, con l'avvento dell'Impero, Regina d'Albania e Imperatrice d'Etiopia. La coppia reale si trasferì a Roma, al Quirinale.

### Prima guerra mondiale

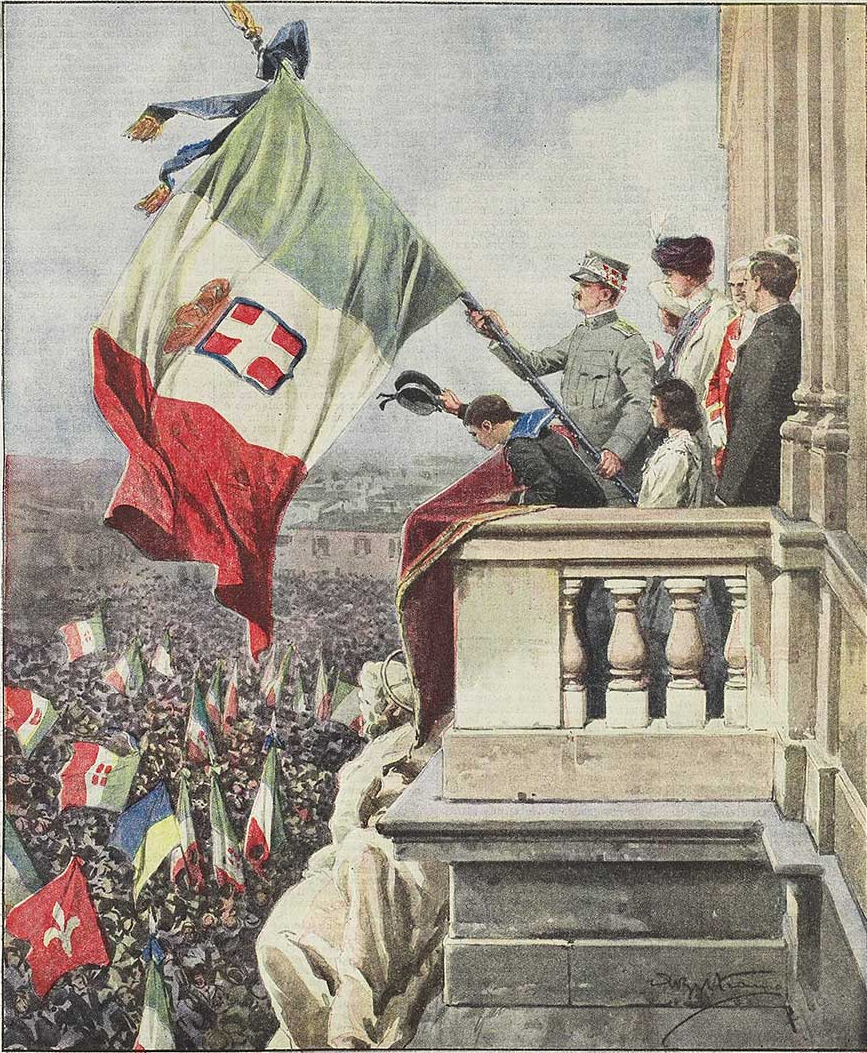
Elena a fianco al marito che sventola il tricolore dal Quirinale durante la prima guerra mondiale

Durante la prima guerra mondiale Elena fece l'infermiera a tempo pieno e, con l'aiuto della Regina Madre, trasformò in ospedali sia il Quirinale sia Villa Margherita; per reperire fondi lei stessa inventò la "fotografia autografata" che veniva venduta nei banchi di beneficenza, mentre alla fine del conflitto propose la vendita dei tesori della corona per estinguere i debiti di guerra.

### Seconda guerra mondiale
Nel 1939, tre mesi dopo l'inizio della Seconda Guerra Mondiale Elena scrisse una lettera alle sei sovrane delle nazioni europee ancora neutrali (Danimarca, Paesi Bassi, Lussemburgo, Belgio, Bulgaria e Jugoslavia), al fine di evitare all'Europa e al mondo l'immane tragedia.

Visita ufficiale di Hitler a Roma nel 1938; sul palco in prima fila da sinistra: Benito Mussolini, Adolf Hitler, Vittorio Emanuele III d'Italia, Elena del Montenegro; in seconda fila, da sinistra: Joachim von Ribbentrop, Joseph Goebbels, Rudolf Hess, Heinrich Himmler

Ciò nonostante, Elena era a fianco del marito quando questi dichiarò l'entrata in guerra dell'Italia il 10 giugno 1940. Nelle sue memorie, la Regina scrive di essere stata presente il 25 luglio a Villa Ada quando Vittorio Emanuele fece arrestare Mussolini: il fatto che l'arresto del Duce fosse avvenuto nella residenza reale provocò grande indignazione in lei, che rimproverò al marito di aver compiuto un atto indegno di un sovrano, affermando che suo padre Nicola non avrebbe mai approvato un atto simile: l'arresto di un ospite era inconcepibile secondo il culto dell'ospitalità tipico della tradizione montenegrina. Il 9 settembre del 1943 seguì il marito nella sua fuga a Brindisi, dove il re si rifugiò lasciando Roma subito dopo che fu reso noto al pubblico l'armistizio con gli Alleati che la Monarchia aveva segretamente firmato a Cassibile il 3 settembre per porre fine alla guerra. Il 23 settembre la figlia Mafalda venne arrestata dai nazisti e portata nel lager di Buchenwald, dove morì nel 1944.
Subito dopo che Vittorio Emanuele III ebbe abdicato a favore del figlio Umberto assumendo il titolo di Conte di Pollenzo, Elena andò in esilio col marito il 9 maggio del 1946.

### Esilio e morte

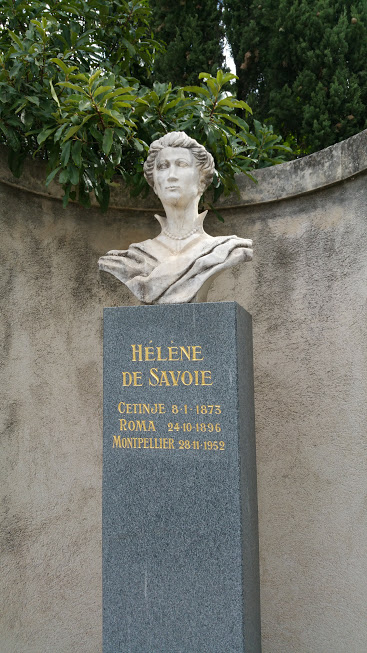
Busto di Elena di Savoia a Montpellier, in Francia

La coppia reale si ritirò a Villa Jela, ad Alessandria d'Egitto, ospite di re Farouk I d'Egitto, che ricambiò così l'ospitalità data a suo tempo dal regno italiano a suo nonno, Isma'il Pascià. Durante l'esilio i due coniugi festeggiarono, il 24 ottobre 1946, il cinquantesimo anniversario di matrimonio. Elena rimase col marito in Egitto fino alla morte di quest'ultimo, avvenuta il 28 dicembre 1947.
Tre anni dopo si scoprì malata di cancro e si trasferì in Francia, a Montpellier, e nel novembre 1952 si sottopose a un difficile intervento chirurgico nella clinica di Saint Cóm, dove morì il 28 novembre. Fu sepolta, com'era suo desiderio, in una comune tomba del cimitero Saint-Lazare a Montpellier. L'intera città si fermò per assistere e partecipare al suo funerale. La municipalità di Montpellier ha intitolato il viale che porta al cimitero alla regina Elena e le ha innalzato un monumento.

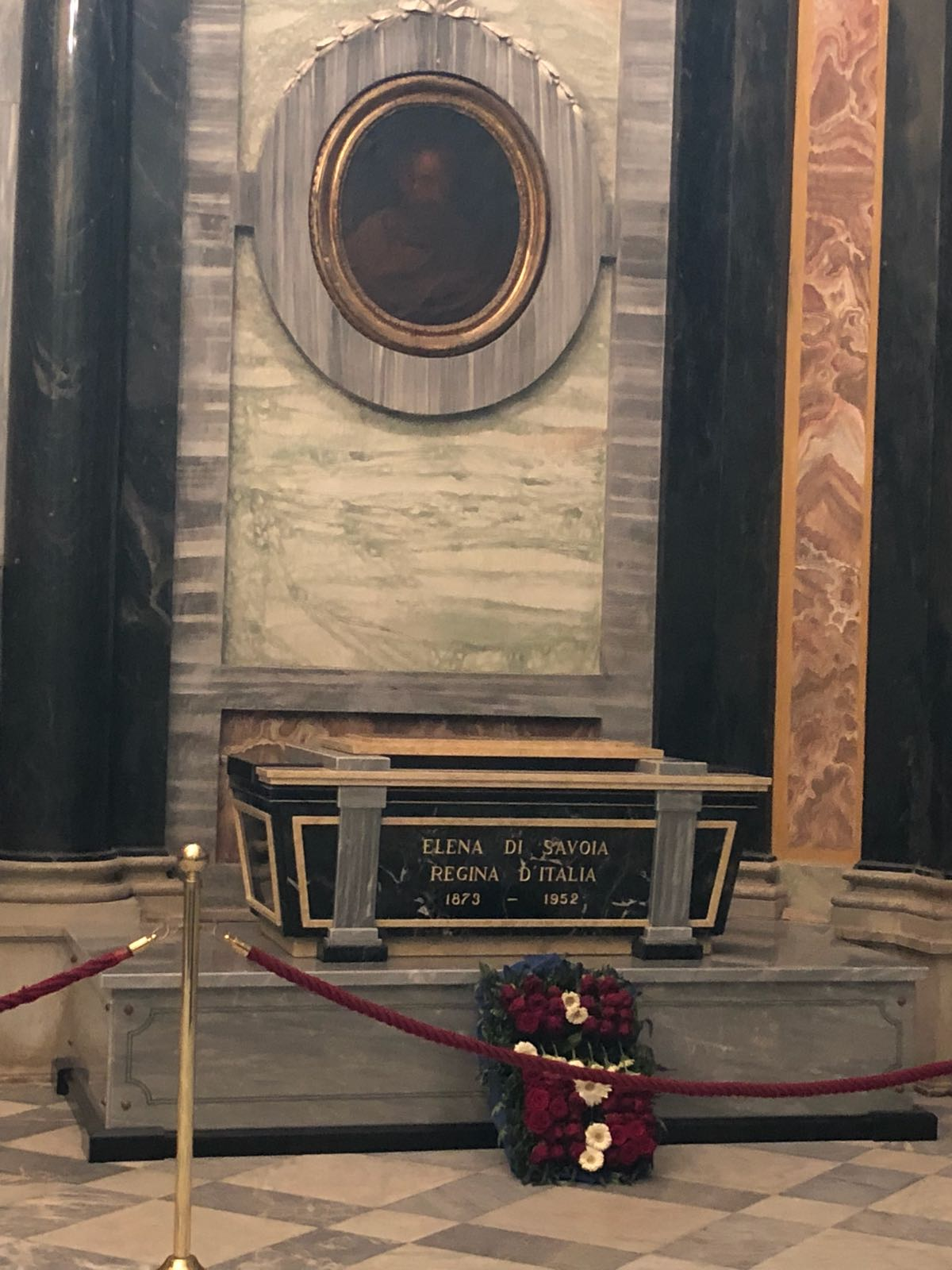
Tomba della regina Elena al Santuario di Vicoforte

Sessantacinque anni dopo la sua morte, il 15 dicembre 2017, la salma della regina è stata rimpatriata da Montpellier e sepolta nel santuario di Vicoforte, nella cappella di San Bernardo (la stessa dov'è sepolto il duca Carlo Emanuele I), dove, due giorni dopo, sono stati tumulati anche i resti del consorte Vittorio Emanuele III, rimpatriati da Alessandria d'Egitto.

## Riconoscimenti

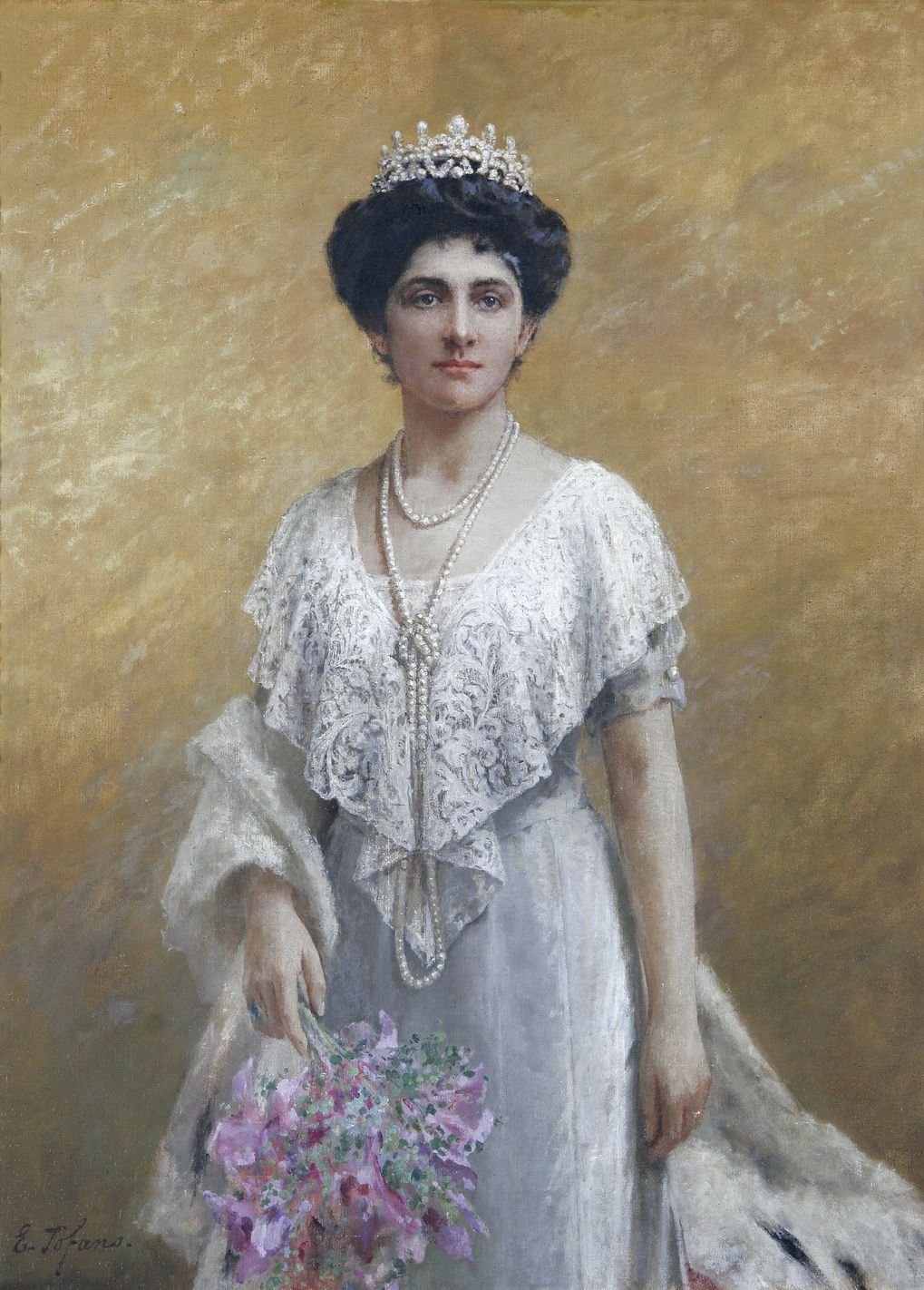
Ritratto di Elena del Montenegro di Edoardo Tofano, 1930

È tra le personalità di Casa Savoia ricordate in modo positivo dall'opinione pubblica, anche dopo l'avvento della Repubblica. Per la sua vicinanza ai malati e per la sua grandissima umanità, in occasione del cinquantesimo anniversario della sua scomparsa, il Ministero delle Comunicazioni ha emesso un francobollo commemorativo che la ritrae, associando la sua figura alla lotta contro il cancro. Nel 1960, a ricordo del suo aiuto alle popolazioni colpite dal terremoto, le fu innalzato a Messina, con pubblica sottoscrizione, un grande monumento in marmo bianco di Carrara, opera dello scultore Antonio Berti.
A Montpellier nel 1989, è stato innalzato un busto costruito con i fondi raccolti dall’Associazione Internazionale Regina Elena, mentre si possono trovare tre altri busti in onore della Regina Elena a Sanremo nei giardini della Chiesa russo ortodossa, a Cetinje nel giardino dell’ospedale Danilo I e Valdieri, Frazione Sant'Anna, nella Pineta Reale, inaugurato il 24 agosto 1996. A Podgorica nell’area tra il castello di Petrović a Kruševac e il parco dei bambini, è stato innalzata una statua in ricordo della Regina Elena a opera dello scultore accademico montenegrino Adin Rastoder. Un rilievo in bronzo dedicato a Elena del Montenegro si trova nel Museo Nazionale di Palazzo Reale, collezione di Casa Savoia, a Pisa.
L’amaro Montenegro, una famosa bevanda alcolica, venne così chiamato in onore della Regina in occasione delle sue nozze nel 1896.
Alla Regina Elena del Montenegro è dedicata la rosa 'Principessa di Napoli', un ibrido ottenuto in Italia nel 1897 da Massimiliano Lodi (1863-1930) per Gaetano Bonfiglioli di Bologna che lo introdusse nel commercio.
La tenerina, detta anche torta regina del Montenegro o Montenegrina in onore della Regina Elena, è un dolce di forma arrotondata tipico del Ferrarese.
Venne definita da papa Pio XII "Signora della Carità benefica" nella lettera di cordoglio inviata al figlio e Re Umberto II e insignita da papa Pio XI della Rosa d'Oro.
La figura di Elena colpì anche l'immaginario di scrittori, come Antonio Fogazzaro, Luigi Capuana, Vittorio Bersezio e anche di poeti come Giovanni Pascoli. Gabriele D'Annunzio la cantò nella IV "Preghiera per l'Avvento" delle "Laudi del Cielo, del Mare, della Terra e degli Eroi", e Diego Calcagno la rievocò al momento della morte: "Bruna e severa nell'oleografia/della seconda classe elementare/illuminavi la mia fantasia/con il diadema dalle perle rare./San Rossore, Sant'Anna di Valdieri,/canne da pesca sopra la marina/i figli piccoletti, sembra ieri:/Giolitti, il terremoto di Messina./...Alta, serena, pare ancor che sali/sopra la nave nella dolce brezza,/Regina della nostra fanciullezza/e dei vegliardi risorgimentali:/Te ne sei andata, ma con Te scompare/tutta un'Italia dentro la voragine,/ ci specchiavamo nella Tua immagine/dignitosa, felice e familiare./Le tube, la fanfara, i bersaglieri/ col fiocco, la sirena del vapore,/ erano i tempi del bel suol d'amore,/del Polo Nord, dei limpidi pensieri./Tutto è finito. Come nella vita/fosti discreta, silenziosa e assorta/così, Regina mia, Tu sei partita/e così, nell'esilio, Tu sei morta./Il passato che odora di cedrina/oramai vibra dell'amor per Te.../Ma se si vive male senza il Re,/come si vive senza la Regina?".
Anche Ada Negri ha ricordato la Regina Elena ne L'anello d'acciaio; "...Le tue donne,/Italia: dalla grande incoronata/all'umile che d'erba s'inghirlanda". Giacomo Puccini dedicò alla regina Elena "Madama Butterfly". Al suo nome venne intitolato a Milano nel 1909 un reparto ostetrico autonomo inizialmente chiamato Asilo Regina Elena: oggi tale reparto è diventato l'Istituto di Ostetricia-Ginecologia e Pediatria Regina Elena, noto ai milanesi come "Clinica Regina Elena" e incluso nella fondazione dell'Ospedale Maggiore di Milano. 
Il 12 luglio 1941, a Cettigne, Sekula Drljević, proclamando la restaurazione dell'indipendenza del Montenegro, identificava Elena con "la fata delle loro montagne, la mitica Viela, ponendo in rilievo la felicità e la fortuna dei montenegrini".
In riconoscimento alla sua grande fede e alle attività benefiche da lei sostenute, il pontefice Pio XI le conferì la più alta onorificenza prevista a quei tempi per una donna, la “Rosa d'oro della cristianità”.
Nel 2013 il Montenegro ha emesso un francobollo in suo onore.
In occasione delle celebrazioni per il centenario della vittoria nella Grande Guerra del 4 novembre 2018 è stata citata, nel suo discorso ufficiale a Trieste, dal Presidente della Repubblica Sergio Mattarella, nel ricordo del suo importante impegno medico ed infermieristico.

## Ascendenza
|                         |                       |                       | Genitori              |  |  | Nonni |  |  | Bisnonni               |  |  | Trisnonni            |  |
|                         |                       |                       |                       |  |  |       |  |  | Stanko Petrović-Njegoš |  |  | Sava Petrović-Njegoš |  |
|                         |                       |                       |                       |  |  |       |  |  | Stanko Petrović-Njegoš |  |  | Sava Petrović-Njegoš |  |
|                         |                       | Angelika Radamović    |                       |  |  |       |  |  | Stanko Petrović-Njegoš |  |  |                      |  |
| Mirko Petrović-Njegoš   |                       |                       |                       |  |  |       |  |  | Stanko Petrović-Njegoš |  |  |                      |  |
|                         |                       | Krstinja Vrbica       | …                     |  |  |       |  |  |                        |  |  |                      |  |
|                         |                       | Krstinja Vrbica       | …                     |  |  |       |  |  |                        |  |  |                      |  |
|                         |                       | Krstinja Vrbica       | …                     |  |  |       |  |  |                        |  |  |                      |  |
| Nicola I del Montenegro |                       | Krstinja Vrbica       |                       |  |  |       |  |  |                        |  |  |                      |  |
|                         |                       | Drago Martinović      | Pero Nikov Martinović |  |  |       |  |  |                        |  |  |                      |  |
|                         |                       | Drago Martinović      | Pero Nikov Martinović |  |  |       |  |  |                        |  |  |                      |  |
|                         |                       | Drago Martinović      | …                     |  |  |       |  |  |                        |  |  |                      |  |
| Anastasija Martinović   |                       | Drago Martinović      |                       |  |  |       |  |  |                        |  |  |                      |  |
|                         |                       | Stana Martinović      | …                     |  |  |       |  |  |                        |  |  |                      |  |
|                         |                       | Stana Martinović      | …                     |  |  |       |  |  |                        |  |  |                      |  |
|                         |                       | Stana Martinović      | …                     |  |  |       |  |  |                        |  |  |                      |  |
| Elena del Montenegro    |                       | Stana Martinović      |                       |  |  |       |  |  |                        |  |  |                      |  |
|                         | Stevan Perkov Vukotić | Perko Šaletić Vukotić |                       |  |  |       |  |  |                        |  |  |                      |  |
|                         | Stevan Perkov Vukotić | Perko Šaletić Vukotić |                       |  |  |       |  |  |                        |  |  |                      |  |
|                         | Stevan Perkov Vukotić | Rizna Nikčević        |                       |  |  |       |  |  |                        |  |  |                      |  |
| Petar Vukotić           | Stevan Perkov Vukotić |                       |                       |  |  |       |  |  |                        |  |  |                      |  |
|                         |                       | Stana Milić           | …                     |  |  |       |  |  |                        |  |  |                      |  |
|                         |                       | Stana Milić           | …                     |  |  |       |  |  |                        |  |  |                      |  |
|                         |                       | Stana Milić           | …                     |  |  |       |  |  |                        |  |  |                      |  |
| Milena Vukotić          |                       | Stana Milić           |                       |  |  |       |  |  |                        |  |  |                      |  |
|                         |                       | Tadija Vojvodić       | …                     |  |  |       |  |  |                        |  |  |                      |  |
|                         |                       | Tadija Vojvodić       | …                     |  |  |       |  |  |                        |  |  |                      |  |
|                         |                       | Tadija Vojvodić       | …                     |  |  |       |  |  |                        |  |  |                      |  |
| Jelena Vojvodić         |                       | Tadija Vojvodić       |                       |  |  |       |  |  |                        |  |  |                      |  |
|                         |                       | Milica Pavićević      | …                     |  |  |       |  |  |                        |  |  |                      |  |
|                         |                       | Milica Pavićević      | …                     |  |  |       |  |  |                        |  |  |                      |  |
|                         |                       | Milica Pavićević      | …                     |  |  |       |  |  |                        |  |  |                      |  |
|                         |                       | Milica Pavićević      |                       |  |  |       |  |  |                        |  |  |                      |  |

## Onorificenze

### Altre distinzioni
- Protettrice della Real Arciconfraternita e Monte di San Giuseppe dell'Opera di Vestire i Nudi, Napoli (Italia)[11]

## Filmografia su Elena del Montenegro
- Io e il re (1995) regia di Lucio Gaudino interpretata da Carla Calò.
- Maria José - L'ultima regina (2002) regia di Carlo Lizzani interpretata da Merita Xhani.
- Mafalda di Savoia - Il coraggio di una principessa (2005) regia di Maurizio Zaccaro interpretata da Margareta von Krauss.
- Sacrificio d'amore (2018) regia di Daniele Carnacina, interpretata da Laura Torrisi.
- M - Il figlio del secolo (2025) regia di Joe Wright, interpretata da Giorgia Sinicorni.